# HD 86081
HD 86081 ist ein 296,84 Lichtjahre von der Erde entfernter Gelber Zwerg mit einer Rektaszension von 09h 23m 47s und einer Deklination von −03° 48' 30". Er besitzt eine scheinbare Helligkeit von 8,73 mag. Im Jahre 2006 entdeckte John Asher Johnson einen extrasolaren Planeten, der diesen Stern umkreist. Dieser trägt den Namen HD 86081 b.
Die Internationale Astronomische Union gab im Rahmen ihres 100-jährigen Bestehens am 17. Dezember 2019 bekannt, dass der Zwergstern HD 86081 den Namen „Bibha“ erhalten soll, nach der indischen Physikerin Bibha Chowdhuri.